# Serra d'Irta
La serra d'Irta és un massís muntanyós que forma la punta més meridional de la serralada Litoral valenciana i és, des del 2002, parc natural. S'estén paral·lela a la línia de costa amb un gran nombre de penya-segats, roquissars i cales pràcticament inalterats per l'activitat humana. Localitzada a la comarca del Baix Maestrat, limita pel nord amb la plana de Vinaròs, el prat de Cabanes-Torreblanca al sud, i la vall d'Alcalà de Xivert cap a l'oest. A l'est, la serra entra en contacte amb la mar amb una successió de cales i penya-segats de diferents altures.
La serra d'Irta va ser declarada Parc Natural per la Generalitat Valenciana el 2002. La superfície protegida ocupa un total de 12.000 ha, en les quals destaca un ric patrimoni artístic com el castell de Xivert i el de Polpís, pertanyents a l'orde del Temple; i les ermites de Sant Antoni Abat i Santa Llúcia, ambdues del segle xvii. A més, existeix una xarxa de torres de guaita destinades a protegir la zona de les incursions marítimes, formada per la torre Badum, la torre Nova i la torre Ebrí.

## Geografia

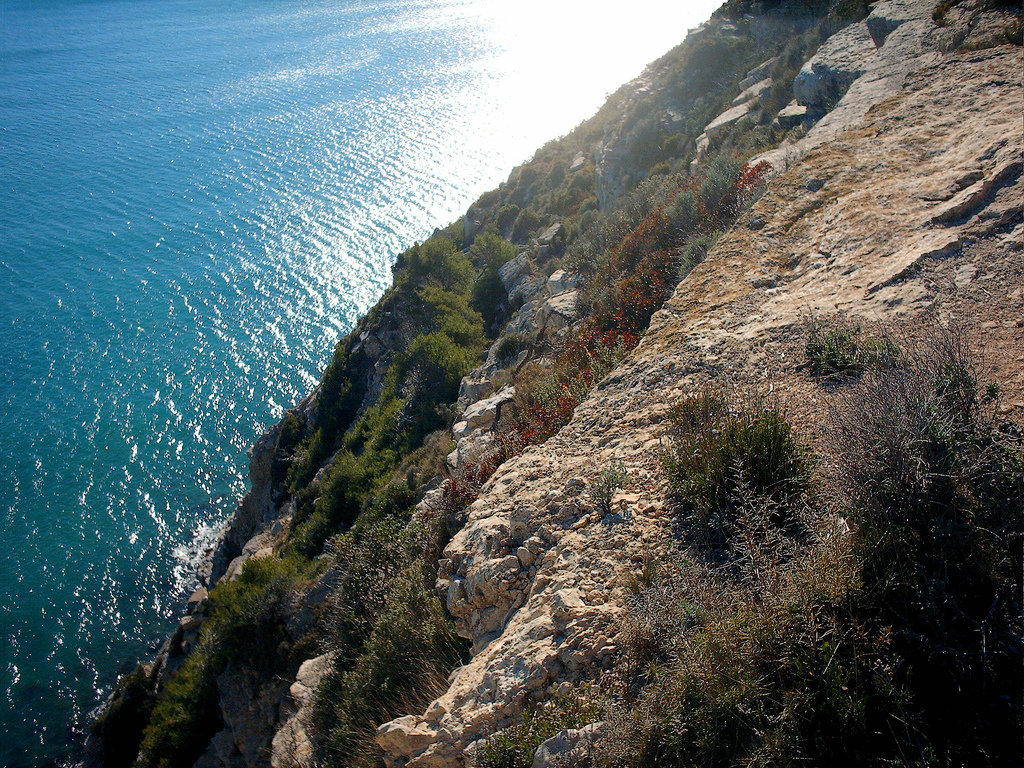
Penya-segats de la serra d'Irta

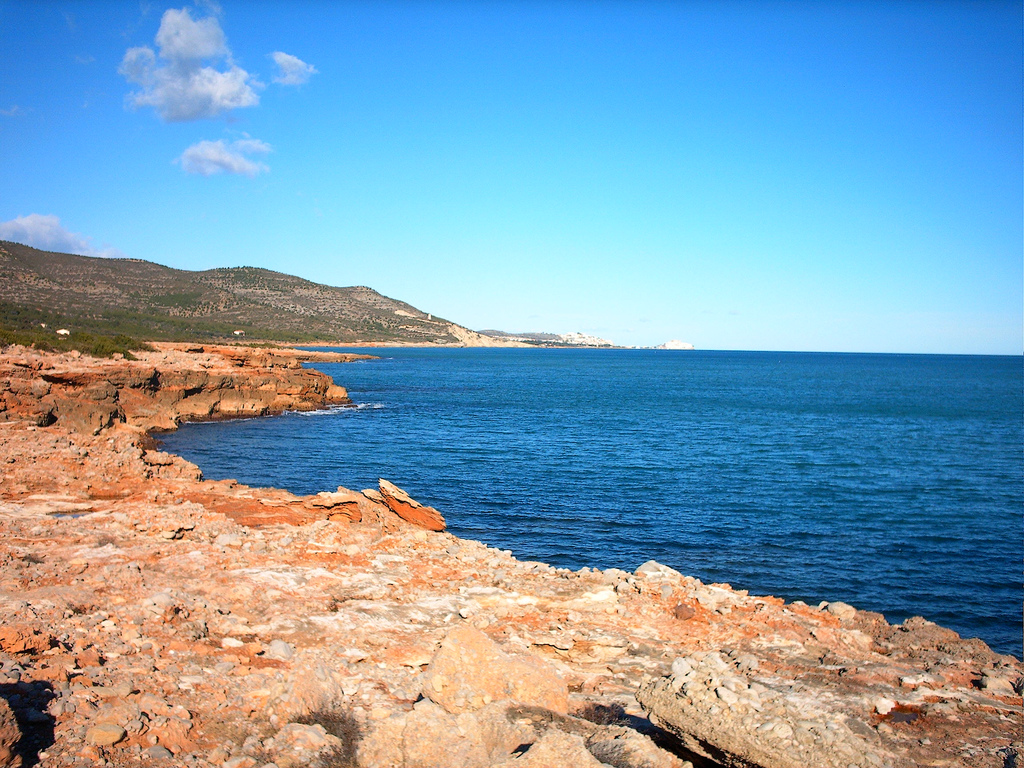
Cales amb Peníscola al fons

La serra d'Irta està formada per una alineació muntanyosa paral·lela a la mar, que en el vessant sud se separa en dues alineacions per la vall d'Estopet. El pic Campanilles és la màxima alçada, amb 573 metres. En el litoral, destaca el penya-segat de la torre Badum, un dels més alts del País Valencià i que separa el pla dels Pitxells al nord dels plans del Pebret i la Basseta al sud.
La proximitat de la mar condiciona en bona part el clima de la serra, el règim de brises actua com a moderador evident del clima, genera una humitat ambiental prou elevada, més patent en la cara oriental del massís muntanyós.
El fenomen càrstic es manifesta de manera moderada a pesar de la constitució bàsicament calcària dels materials. No obstant això, a nivell local, hi ha infinitat de cavitats i avencs dispersos al llarg de la serra; algunes zones exhibeixen el microrelleu del lapiaz, causat per la dissolució de les calcàries i les dolomies al llarg del temps. Entre els avencs i les cavitats subterrànies més conegudes destaquen la cova de Xivert, les coves del Garrofer, la cova del Malentivet, així com l'avenc Manoto i l'avenc dels Bous.
La carstificació dels materials, unida a la constant erosió marina, puntualment afavorida per l'enorme violència dels temporals de llevant, provoca múltiples despreniments de grans blocs de pedra als penya-segats, la qual cosa confereix a determinats trams costaners un caràcter singular. Entre els blocs, a vegades es poden distingir petites cales solitàries i, en menor mesura, típiques cales arenoses. Les més conegudes són de nord a sud la cala Ordí, la cala de l'Arjub, la cala del Volante, la platja del Russo, la platja del Pebret, el codolar o serret de la Basseta, la cala de Torrenova i la cala Mundina.
La mancança de grans alçades i la proximitat a la mar no permet la formació de grans barrancs. El més llarg és el barranc d'Irta amb uns 6 km, on brollen la font del mas del Senyor, el pou del Moro i la font d'en Canes. Altres barrancs són el barranc de Moles, el barranc de Sant Antoni, el barranc del Volante, el barranc de Rajos, el barranc de la Font de la Parra i el barranc d'Estopet. Hi ha un gran nombre d'ullals que vessen directament a la mar, entre els quals destaquen les aigües a la base del penya-segat de la torre Badum i les fonts d'Alcossebre.

## Geologia
Geològicament, el conjunt format per les Talaies d'Alcalà -fossa de Santa Magdalena de Polpís/Alcalà de Xivert-serra d'Irta és molt similar al conjunt format per la serra de Godall -fossa d'Ulldecona/Freginals-serra del Montsià, situat més al nord.
Aquests conjunts formen la transició entre el sistema Mediterrani Català i el sistema Ibèric. Són muntanyes de tipus calcari amb molts avencs i coves.

## Flora

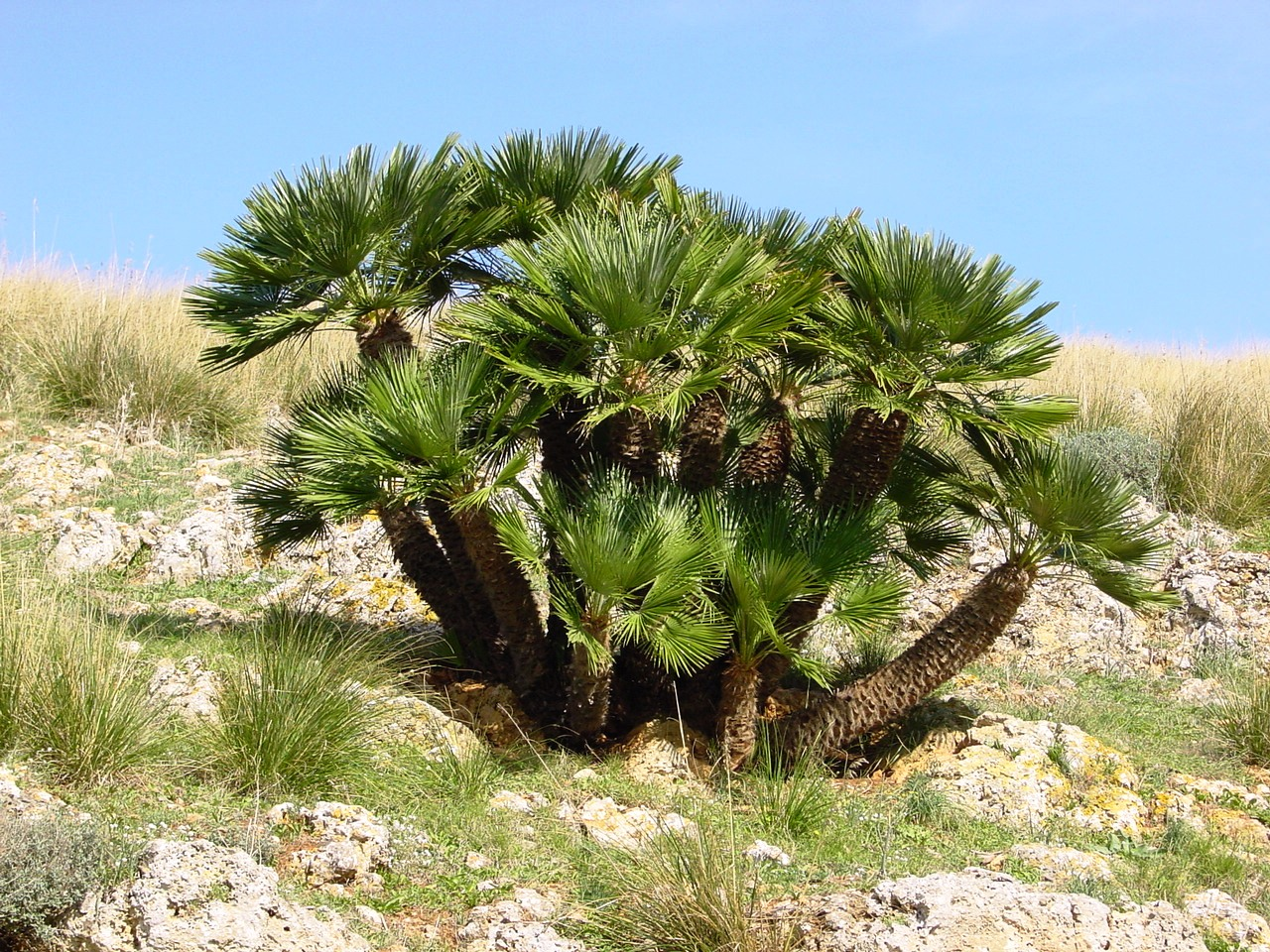
Margalló

La vegetació litoral de la serra és un matollar amb el predomini del margalló (Chamaerops humilis) en primera línia de mar, acompanyat del llentiscle (Pistacia lentiscus), el coscoll (Quercus coccifera), d'argelaga (Ulex parviflorus), l'albada (Anthyllis cytissoides) i el càdec (Juniperus oxycedrus).
Les formacions forestals estan dominades pel pi blanc (Pinus halepensis), que ha substituït després de continuades cremades la carrasca (Quercus ilex rotundifolia), encara present en bosquets aïllats i allunyats de la costa.
El parc acull dues microreserves, l'una en la cala Argilaga, on creix la caragola sanguínia (Erodium sanguis-christi) i l'altra en els roquissars propers a la torre Badum, on creix la principal singularitat botànica del parc natural: l'endèmica ensopeguera de Peníscola (Limonium perplexum), en perill d'extinció i única representació actual en tot el planeta, on habiten uns 200 exemplars.
En l'àrea del mas del Senyor, destaca un petit bosc de ribera format per oms (Ulmus minor) i xops (Populus nigra).

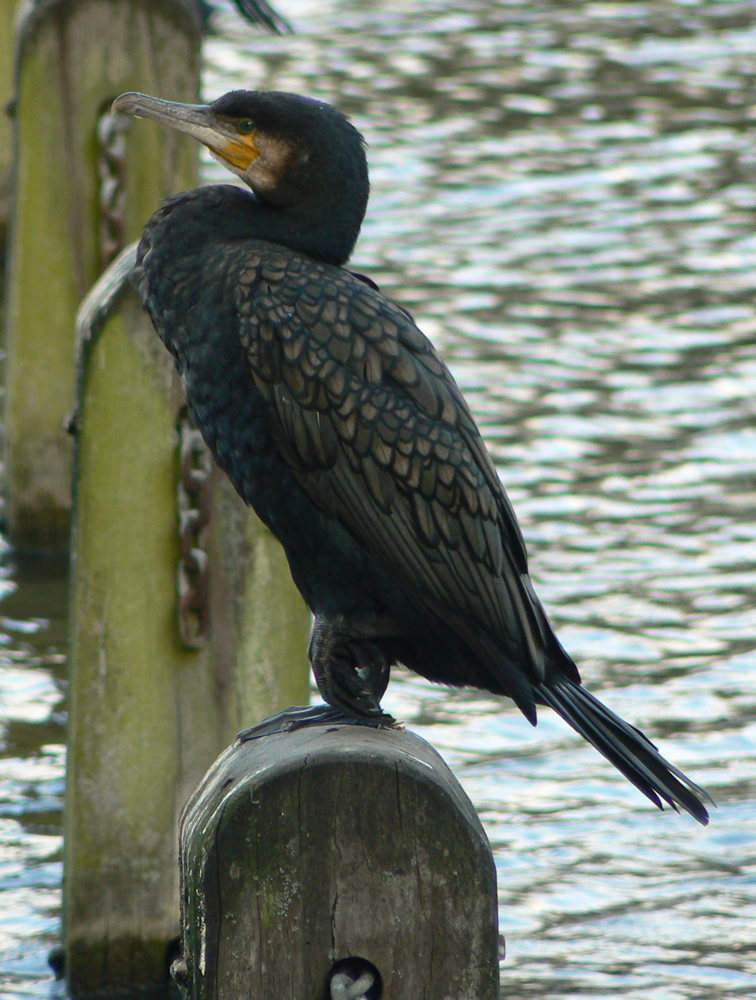
Corba marina grossa (Phalacrocorax carbo), una de les aus típiques de la serra d'Irta

## Fauna
El grup de vertebrats més nombrós i ric en espècies és el de les aus, que inclou fins a 75 espècies nidificants al parc natural i al seu entorn més immediat. Els roquissars costaners són un dels hàbitats preferits per l'avifauna de la zona, amb espècies com la merla blava (Monticola solitarius) i el còlit negre (Oenanthe leucura). Entre les petites aus pròpies de matollars i els pinars, cal destacar la tallareta cuallarga (Sylvia undata) i el picot garser gros (Dendrocopos major).
Entre les aus marines, abunda el gavinot de potes grogues (Laurus cachinnans); també hi ha dues espècies de corbes, la corba marina grossa (Phalacrocorax carbo) i la corba marina emplomallada (Phalacrocorax aristotelis).

## Història

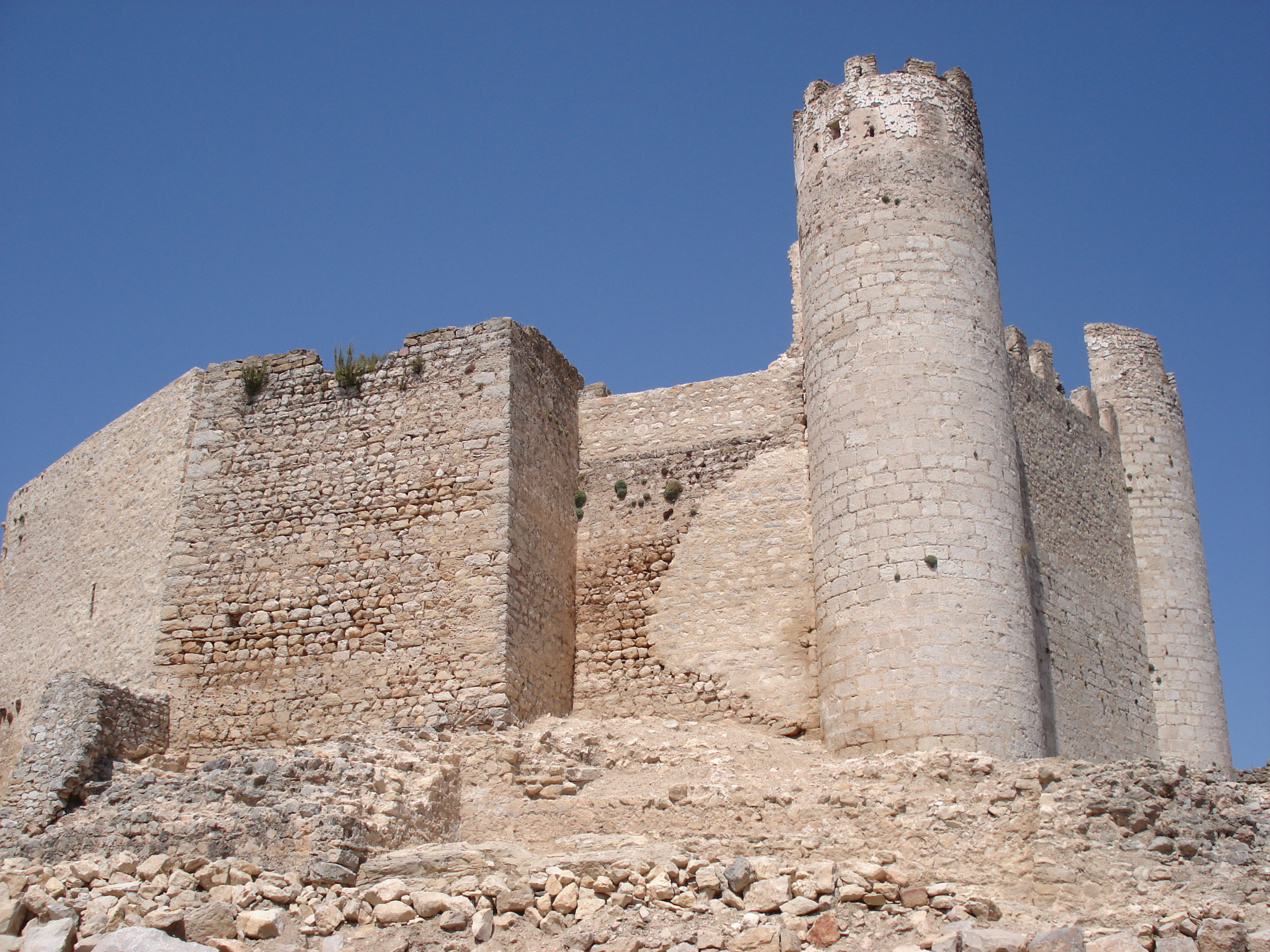
Castell de Xivert, ubicat a la serra d'Irta, al terme municipal d'Alcalà de Xivert

A la serra, hi trobem dos castells d'origen musulmà, el castell de Xivert i el de Polpís; tres torres de guaita, la torre Badum, la torre Nova (actualment en ruïnes) i la torre Ebri; i dues ermites, la de Sant Antoni a Peníscola i la de Santa Llúcia a Alcalà de Xivert.
Per a plantar oliveres, vinyes, garrofers i altres espècies de subsistència, es construïren multitud de marges de pedra seca per poder contenir la terra arrabassada en els vessants de les muntanyes. Durant el segle xix, s'abandonaren les vinyes a conseqüència de la fil·loxera.
Durant el segle xx, l'activitat productiva se centra al voltant de la producció de carbó vegetal, l'obtenció de calç i la recol·lecció de palmes tendres de margalló per a teixir cabassos i altres objectes. La transformació dels secans en regadius ha tingut èxit a la part baixa d'Estopet i puntualment als Pitxells; en canvi, a la franja costanera, la intrusió salina va desbaratar-ne les diferents iniciatives.
L'activitat ramadera fou important gràcies als grans ramats provinents de Terol per passar l'hivern amb condicions climatològiques més suaus. Els darrers anys, les ovelles han estat substituïdes per bous braus, dels quals encara resten tres ramats.
Els habitants de Peníscola aconseguiren la propietat de la major part dels terrenys de pastura de la serra, amb la creació de la Mancomunitat dels Monts d'Irta, coneguda com la Germandat.
Durant el segle xx, les autoritats bastiren dues casernes de carrabiners per vigilar l'abundant contraban, l'una a Torrenova, prop de les restes de l'antiga torre de guaita, i l'altra al pla del Pebret, que encara resta dempeus però en avançat estat de ruïna.
La manca de nuclis permanents de població i el seu allunyament dels nuclis urbans de Peníscola i Alcossebre (municipi d'Alcalà de Xivert), on es disposava de terrenys arran de mar totalment plans, i la declaració del parc natural han permés que aquest espai es conserve de manera quasi miraculosa de la urbanització costanera.
Tot i això, l'entorn de la serra ha patit diverses agressions derivades de la construcció d'un camp de golf als Pitxells i la construcció d'urbanitzacions al terme municipal d'Alcossebre i Peníscola.